# Варна (аэропорт)
Аэропорт Варна (болг. Летище Варна; ИАТА: VAR, ИКАО: LBWN) — аэропорт города Варна, морской столицы Болгарии. Расположен в 7,5 км от центра Варны на территории общин Варны и Аксаково.
В 2017 году пассажирооборот аэропорта составил 1,970,700 пассажиров в год, за этот период было произведено 15,950 взлётов-посадок.

## История
История аэропорта берёт своё начало в 1916, когда были построены два навеса первого гидропорта в Болгарии на территории Пейнерджик (сегодня — жилой район «Чайка»). Нерегулярное авиасообщение между Софией и Варной началось между 1919 и 1920 годами, однако первый регулярный рейс появился только в 1947 году. Аэропорт Тигина, расположенный к западу от Аспарухова моста был слишком мал и не соответствовал требованиям современного города. Поэтому в 1946 было принято решение о строительстве нового аэропорта на западе от города, недалеко от деревни (сегодня город) Аксаково. Строительство и модернизация нового аэропорта продолжались годы, терминал был построен только в 1972, а новая взлётно-посадочная полоса — в 1974.
15 августа 2013 открылся новый терминал в аэропорту г. Варны. Сейчас Терминал 2 обслуживает все внутренние и международные рейсы. Терминал 1 выведен из эксплуатации и находится на реконструкции.

## Планы развития

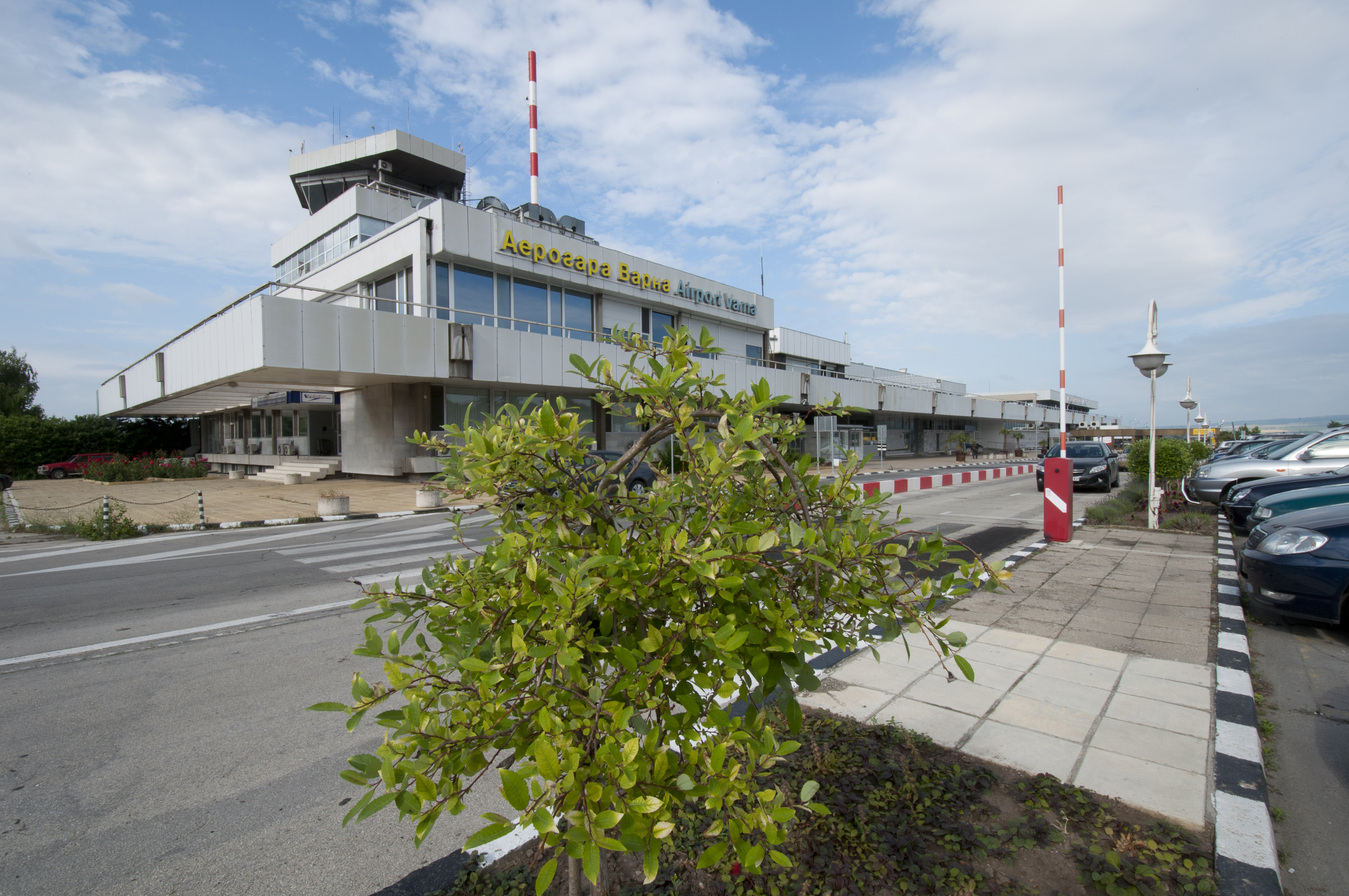
Терминал 1

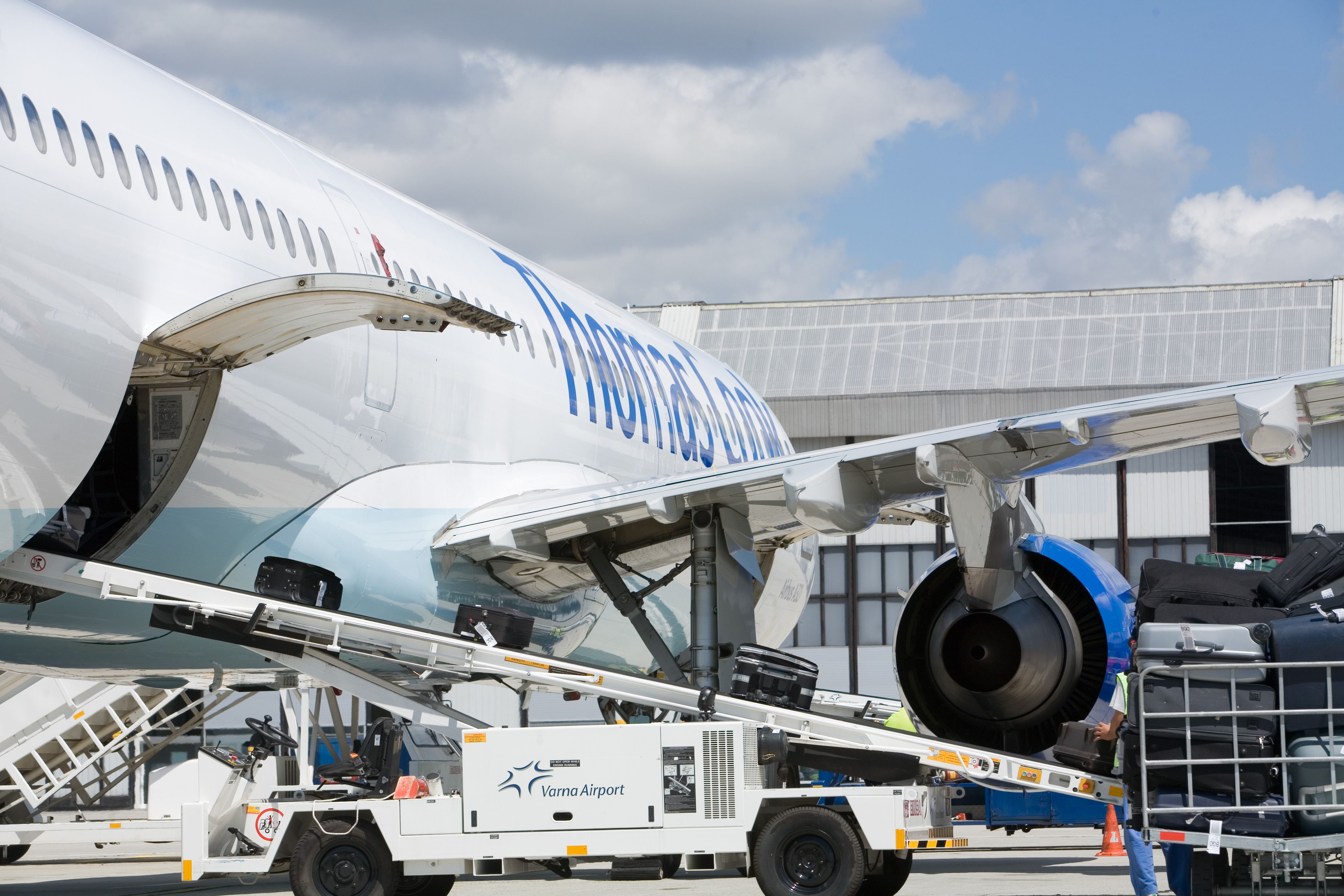
Наземное обслуживание

В настоящее время аэропорт Варна переживает рост пассажироперевозок, связанный с ростом индустрии туризма в Болгарии, что привело к необходимости модернизации и расширения аэропорта. В июне 2006 болгарское правительство передало компании Fraport AG Frankfurt Airport Services Worldwide в концессию на 35 лет аэропорты Варны и Бургаса в обмен на инвестиции в 500 млн евро, в том числе на строительство нового пассажирского терминала в 2008 году.

## Авиакомпании и назначения

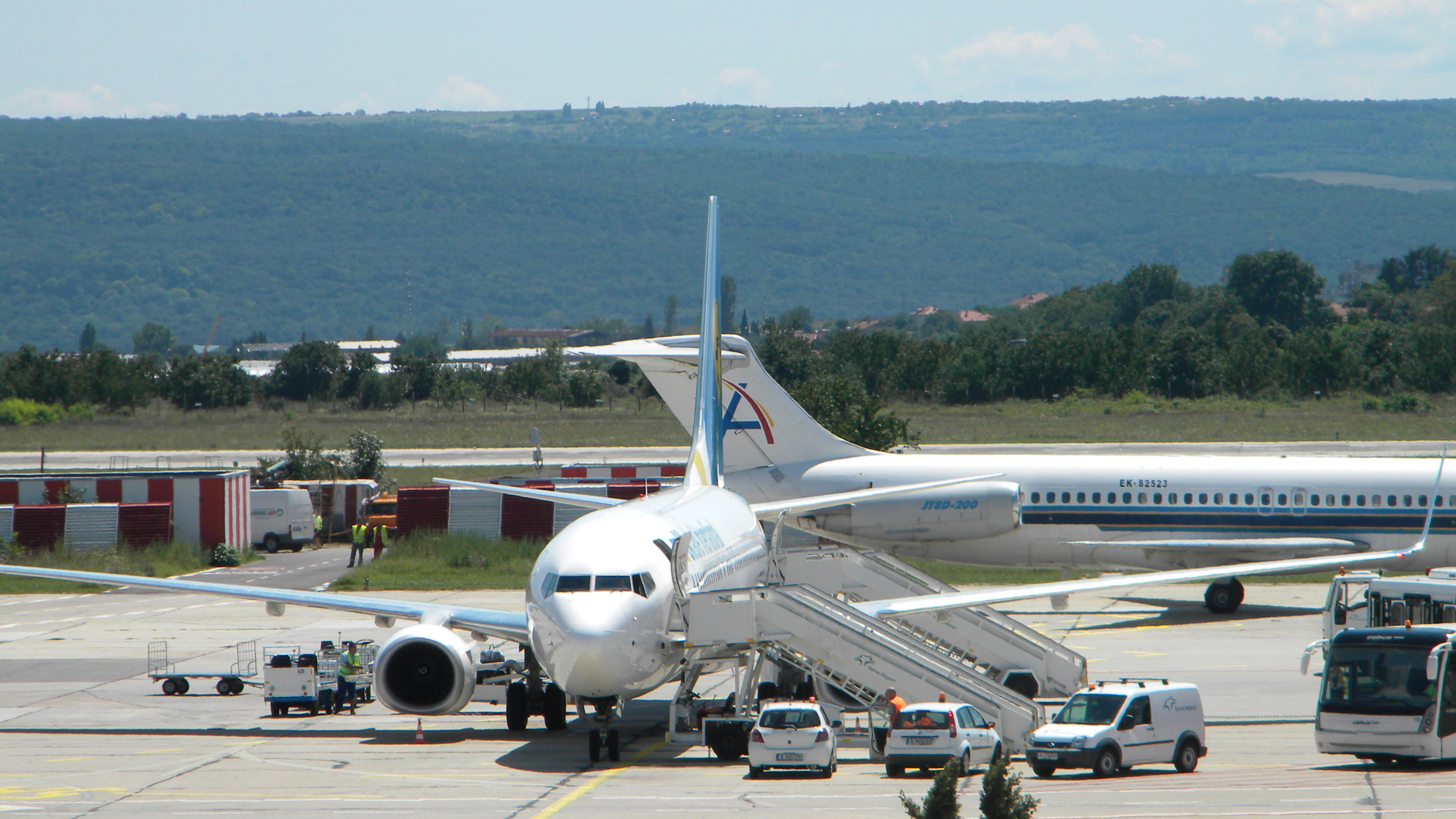
Наземное обслуживание Boeing 737 Международных Авиалиний Украины

### Регулярные рейсы
- Austrian Airlines
  - Austrian Arrows оператор Tyrolean Airways (Вена)
- Bulgaria Air (София, Вена)

### Сезонные регулярные рейсы
- Air Moldova (Кишинев)
- airBaltic (Рига)
- Bulgaria Air (Лондон-Гатвик)
- British Airways (Лондон-Гатвик)
- Jetairfly (Брюссель)
- Luxair (Люксембург)
- Norwegian Air Shuttle (Варшава)
- Wizzair (София)

### Чартерные рейсы
- ADRIA (Любляна)
- Air Via (Берлин-Шёнефельд, Берлин-Тегель, Дрезден, Дюссельдорф, Франкфурт, Ганновер, Гамбург, Кёльн, Мюнстер, Нюрнберг, Лейпциг/Галле, Падерборн, Штутгарт)
- Armavia (Ереван)
- Belavia (Минск)
- BH Air (Бирмингем, Нюкасл, Ист Мидландс, Лондон-Гатвик, Манчестер, Варшава, Катовице, Познань, Тель Авив)
- Bulgaria Air (Хельсинки-Вантаа, Амстердам, Брюссель, Таллин, Вильнюс, Рига, Тель Авив, Любляна, Ларнака, Катовице, Базель, Мец, Лион, Марсель, Астана, Тебриз, Бейрут, Тегеран, Анталия)
- Bulgarian Air Charter (Берлин-Тегель, Падерборн, Дортмунд, Кёльн, Ганновер, Франкфурт, Гамбург, Лейпциг/Галле, Штутгарт, Мюнхен, Мюнстер, Нюрнберг, Эрфурт, Вена, Неаполь, Бари, Варшава, Катовице, Вроцлав, Братилава, Тель Авив, Ереван, Бейрут)
- Edelweiss Air (Цюрих)
- Finnair (Хельсинки-Вантаа)
- Globus (Москва-Домодедово)
- Israir (Тель Авив)
- Jetairfly (Брюссель)
- Jettime (Копенгаген, Ольборг)
- Kolavia (Сургут)
- LOT (Варшава, Катовице, Гданьск,)
- Maham Air (Тегеран)
- Primera Air (Биллунд, Хельсинки-Вантаа)
- Small planet (Таллин, Вильнюс)
- Taban Airline (Тегеран)
- Thomas Cook Airlines Scandinavia (Копенгаген, Биллунн, Осло, Тронхейм, Ставангер, Хельсинки-Вантаа)
- Transavia.com (Амстердам)
- Travel Service (Прага, Лодзь, Варшава)
- UIA (Киев)
- Windrose (Киев)
- XL Airways France (Париж-Шарль де Голль)